# All Around the World (canción de Justin Bieber)
«All Around the World» —en español: «En todo el mundo»— es una canción del cantante canadiense Justin Bieber incluida en su tercer álbum de estudio Believe y lanzada como sencillo promocional el 4 de junio de 2012 donde cuenta con la participación del cantante Ludacris. Fue escrita y producida por Adam Messinger y Nasri de The Messengers junto a Nolan Lambroza, Justin y Ludacris. Es una pista de dance y synth pop con una instrumentación similar a canciones de Britney Spears, Chris Brown y Usher. En la letra, Justin le canta a quien ama diciéndole que «en todo el mundo, las personas quieren ser amadas». En cuanto a comentarios de los críticos, recibió principalmente reseñas positivas, se consideró como una experiencia nueva desde sus trabajos anteriores, aunque algunos pocos la consideraron también como una secuela de «Baby». Entró en las listas de varios países incluyendo Australia, Holanda, Nueva Zelanda y Reino Unido alcanzando su mejor posición en el Canadian Hot 100 donde llegó al décimo puesto.

## Antecedentes y composición
A finales de 2011, en la estación de radio Capital FM Bieber confirmó que estaba grabando material para su tercer álbum de estudio que iba a lanzar originalmente a principios de 2012. Más tarde, en una entrevista con MTV News reveló que su nuevo álbum sorprendería a la gente de diferentes maneras ya que desde el punto de vista musical, era una nueva experiencia comparada con sus trabajos anteriores. Fue escrita y producida por The Messengers y Nolan Lambroza con Justin y Ludacris escribiendo las letras adicionales de la colaboración vocal. El 25 de mayo de 2012 una versión sin masterizar se filtró por Internet. La cubierta del sencillo promocional se estrenó el 4 de junio donde aparece Justin tomando una guitarra acústica sobre su hombro, de pie en la superficie del mundo con la luna brillando detrás de él. Ese mismo día se lanzó la pista como descarga digital a través de iTunes.

## Posicionamiento
| Lista (2012)                       | Mejor posición |
| ---------------------------------- | -------------- |
| Australia (ARIA)                   | 34             |
| Canadá (Canadian Hot 100)          | 10             |
| Francia (SNEP)                     | 63             |
| Países Bajos (Mega Single Top 100) | 52             |
| Nueva Zelanda (Recorded Music NZ)  | 15             |
| España (Top 100 Canciones)         | 35             |
| Reino Unido (UK Singles Chart)     | 30             |
| Estados Unidos (Billboard Hot 100) | 22             |